# Kirengeshoma
Kirengeshoma ist eine Pflanzengattung aus der Familie der Hortensiengewächse (Hydrangeaceae). Die Gattung umfasst nur eine Art, die in Ostasien heimisch ist.

## Beschreibung
Die Arten der Gattung sind ausdauernde, krautige Pflanzen, die aus einem Rhizom wachsen. Die gestielten, meist etwa gegenständigen und mehr oder weniger herzförmigen Laubblätter sind handförmig gelappt und am Rand gröber oder feiner gezähnt mit spitzen Lappen.
Die Blütenstände sind zymöse Rispen. Die fünfzähligen Blüten sind gestielt mit doppelter Blütenhülle, unfruchtbare Blüten fehlen. Die fünf Kelchblätter liegen klappig nebeneinander oder sind becherförmig verwachsen mit kurzen Zipfeln. Die fünf in der Knospenlage gedreht (contort) angeordneten, leicht spatelförmigen Kronblätter sind cremeweiß bis gelb.
Die Staubfäden der bis zu 15 Staubblätter sind pfriemlich. Der halboberständige Fruchtknoten ist drei- bis vierfächrig, die Samenanlagen hängen, die Stylodien sind unverwachsen. Die Frucht ist eine vielsamige Kapsel, die sich am Kronblattansatz scheidewand- und fachspaltig öffnet, um die zahlreichen, 4 bis 10 Millimeter langen, seitlich abgeflachten und geflügelten Samen freizugeben.
Die Chromosomenzahlen betragen 2n = 52 bzw. 54.

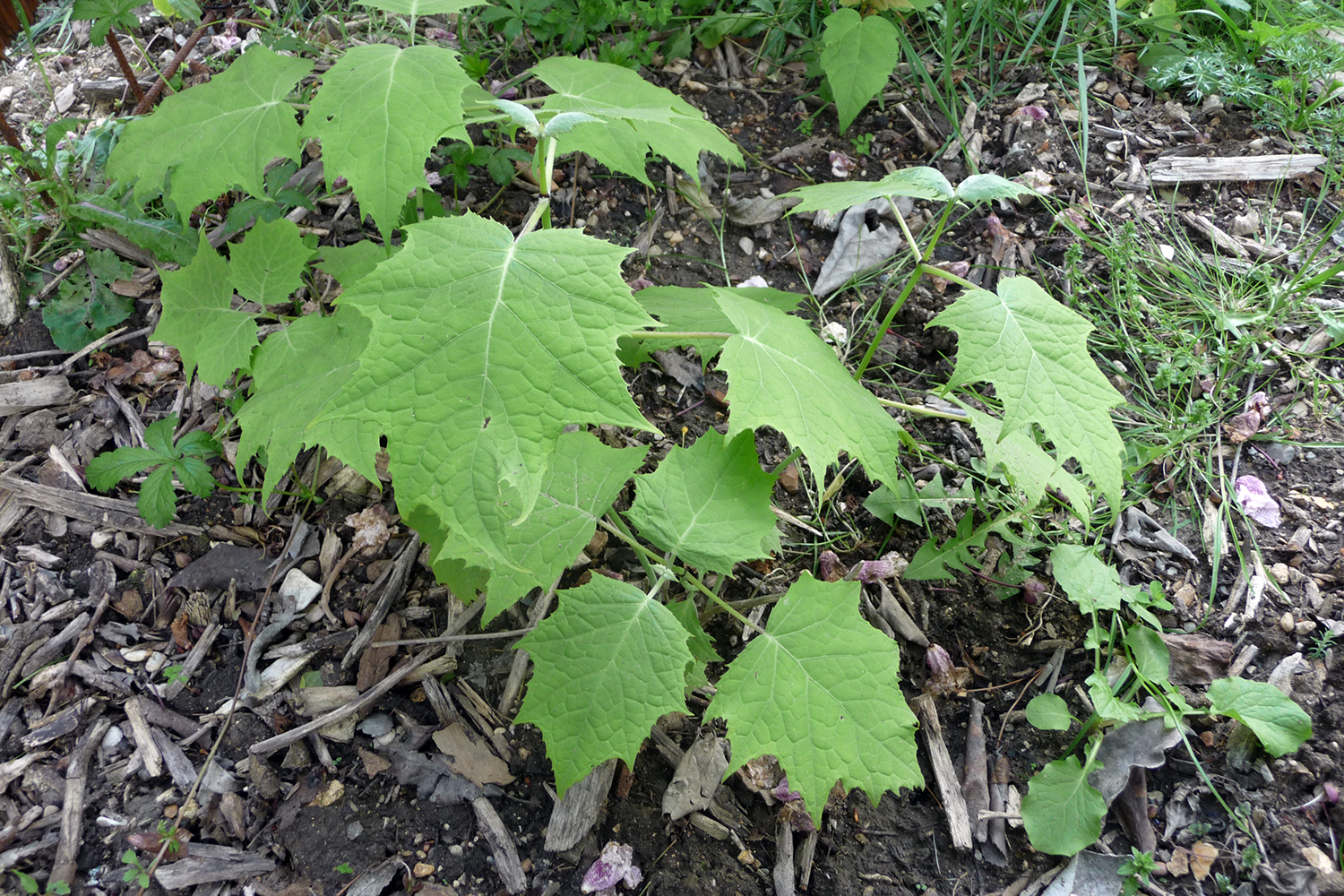
Kirengeshoma palmata

## Verbreitung
Die Arten der Gattung sind in Ostasien (Japan, Korea, südöstliches China) beheimatet und finden sich dort in Bergwäldern.

## Botanische Geschichte und Systematik
Die Gattung wurde 1890 von Ryôkichi Yatabe erstbeschrieben, Typusart ist Kirengeshoma palmata. Innerhalb der Familie wird sie in die Unterfamilie Hydrangeoideae gestellt und dort in die Tribus Philadelpheae.
Die Gattung umfasst nur eine Art. Von einigen Autoren wird Kirengeshoma koreana als Synonym zu Kirengeshoma palmata gestellt.
- Japanische Wachsglocke (Kirengeshoma palmata Yatabe, Syn.: Kirengeshoma koreana Nakai)[2]

## Nachweise
- L. Hufford: Hydrangeaceae. In: Klaus Kubitzki (Hrsg.): The Families and Genera of Vascular Plants. Volume VI: Flowering Plants Dicotyledons, Springer, 2004, ISBN 978-3-540-06512-8, S. 211.